# گاستون آدا
گاستون آدا (انگلیسی: Gastón Ada؛ زادهٔ ۱۸ نوامبر ۱۹۸۸) بازیکن فوتبال اهل آرژانتین است که در پست هافبک یا مهاجم برای آتلتیکو لس آند بازی می‌کند.